# Jaithari
Jaithari là một thị xã và là một nagar panchayat của quận Shahdol thuộc bang Madhya Pradesh, Ấn Độ.

## Địa lý
Jaithari có vị trí 23°14′B 78°37′Đ / 23,23°B 78,62°Đ Nó có độ cao trung bình là 353 mét (1158 feet).

## Nhân khẩu
Theo điều tra dân số năm 2001 của Ấn Độ, Jaithari có dân số 7800 người. Phái nam chiếm 52% tổng số dân và phái nữ chiếm 48%. Jaithari có tỷ lệ 63% biết đọc biết viết, cao hơn tỷ lệ trung bình toàn quốc là 59,5%: tỷ lệ cho phái nam là 72%, và tỷ lệ cho phái nữ là 54%. Tại Jaithari, 15% dân số nhỏ hơn 6 tuổi.